# Agredolç del Montsià
Agredolç del Montsià es el nombre de una variedad cultivar de manzano (Malus domestica) Esta manzana está cultivada en la colección de la Estación Experimental Aula Dei (Zaragoza). Así mismo está cultivada en la colección particular de manzanas de Cataluña "El pomari de l'Emili". Esta manzana es originaria de la Comunidad autónoma de Cataluña, oriunda de la comarca litoral del Montsiá, que pertenece a la provincia de Tarragona, situada entre el río Matarraña y la provincia de Teruel al oeste, el Bajo Ebro al norte, variedad antigua muy cultivada en la zona, y apreciada para elaborar el dulce típico de Coca "Cóc de maçana de l'agredolç".

## Sinónimos
- "Poma Agredolç del Montsià",
- "Maçana Agredolç del Montsià",
- "Manzana Agridulce del Montsiá".[8]

## Historia
'Agredolç del Montsià' está considerada incluida en las variedades locales autóctonas muy antiguas, cuyo cultivo se centra en comarcas muy definidas. Se caracterizan por su buena adaptación a sus ecosistemas y podrían tener interés genético en virtud de su adaptación a las condiciones ambientales locales.
'Agredolç del Montsià' es una variedad clasificada como de mesa y cocina; difundido su cultivo en el pasado por los viveros comerciales y cuyo cultivo en la actualidad se ha reducido a huertos familiares y jardines privados.

## Características
El manzano de la variedad 'Agredolç del Montsià' tiene un vigor fuerte de tipo ramificado, con porte erguido; ramos con pubescencia fuerte, de un grosor delgado, con longitud de entrenudos cortos, número de lenticelas pequeño, relación longitud/grosor de los entrenudos media; época de inicio de floración temprana, yema fructífera de forma ovoide-cónica, flor no abierta presenta color del botón floral rosa oscuro, flor de tamaño pequeño, pétalos con posición relativa de los bordes tangentes, inflorescencia con número medio de flores medio, de forma medianamente cupuliforme, sépalos de color predominante verde, sépalos de longitud media, pétalos de longitud corta, y anchura corta, siendo la relación longitud/anchura de los pétalos más largos que anchos, estilos con longitud en relación con los estambres más largos, estilos con punto de soldadura lejos de la base.
Las hojas tienen un porte horizontal en relación con el ramo, limbo de longitud medio y de anchura medio, con una relación longitud/anchura media, forma del borde ondulada, peciolo con longitud medio, forma del limbo elíptico-ensanchada, aspecto de la superficie del haz medianamente brillante, pubescencia del envés media, plegamiento de la superficie ondulada, tamaño de la punta grande, forma de la base redondeada, estípulas con una forma filiformes, y ángulo del peciolo respecto al ramo grande.
La variedad de manzana 'Agredolç del Montsià' tiene un fruto de tamaño y peso pequeño; forma globosa aplanada, relación longitud/anchura pequeña, posición de la anchura máxima en el medio, contorno simétrico, coronamiento por encima del cáliz fuerte; piel con estado ceroso ausente o muy débil; con color de fondo amarillo verdoso, importancia del sobre color medio, siendo el color del sobre color naranja bronce, siendo su intensidad mediano, reparto del color en la superficie en placas continuas (sobre todo la parte expuesta al sol), acusando unas lenticelas pequeñas, y una sensibilidad al "russeting" (pardeamiento áspero superficial que presentan algunas variedades) en las caras laterales ausente o muy débil; pedúnculo con una longitud media, y un grosor delgado, anchura de la cavidad peduncular media, profundidad de la cavidad pedúncular media, y con importancia del "russeting" en cavidad peduncular débil; coronamiento por encima del cáliz fuerte, anchura de la cav. calicina media, profundidad de la cav. calicina profunda, y con importancia del "russeting" en cavidad calicina ausente o muy débil; ojo pequeño, cerrado; sépalos de longitud media, extendidos.
Carne de color crema, con oscurecimiento de la carne al corte fuerte; textura muy dura; sabor con acidez fuerte, dulzor débil, no muy agradable; corazón con distinción de la línea fuerte; eje abierto; lóculos carpelares cerrados; semillas grandes, medianamente anchas, de color marrón oscuro.
La manzana 'Agredolç del Montsià' tiene una época de maduración y recolección de fruto muy temprana, en verano para San Juan. Se usa como manzana de mesa, y sobre todo debido a su sabor muy ácido en la cocina para elaborar repostería siendo muy conocida la "Cóc de maçana de l'agredolç".

## La receta de "Cóc de maçana de l'agredolç"
Este es uno de los bizcochos más característicos de las Tierras del Ebro, que se elabora en los alrededores de San Juan y durante el mes de julio. El ingrediente principal y que da nombre al bizcocho son las manzanas 'Agredolç del Montsià', una variedad de manzana muy pequeña, de color entre verde y rojo y de sabor muy ácido, que hace que no se pueda comer como fruta de mesa.

El cóc de maçanes està format per una pasta similar a un brioix, allargada i coberta de trossos de poma, de textura tova i sabor dolcenc. Els ingredients principals que el componen són: pomes de l’agredolç, sucre, ous, farina i canyella. Per fer la pasta, es barregen el sucre, els ous i la farina, tot pastant bé la mescla i estirant-la. A continuació, es cobreix la superfície amb les pomes trossejades però sense pelar, junt amb una capa de sucre barrejat amb canyella i, per acabar, es cou al forn. L’ús de pomes de l’agredolç es troba marcat per l’estacionalitat d’aquesta varietat, que es cull pels volts de Sant Joan i permet d’elaborar-lo a la primera meitat de l’estiu. Durant la resta de l’any el producte se segueix fent, però amb pomes àcides.
("La coca de manzanas está formada por una pasta similar a un bollo, alargada y cubierta de trozos de manzana, de textura blanda y sabor dulzón. Los ingredientes principales que lo componen son: manzanas agridulces, azúcar, huevos, harina y canela.
Para hacer la pasta, se mezclan el azúcar, los huevos y la harina, todo amasando bien la mezcla y estirándola. A continuación, se cubre la superficie con las manzanas troceadas pero sin pelar, junto con una capa de azúcar mezclado con canela y, para terminar, se cuece al horno. El uso de manzanas agridulces se encuentra marcado por la estacionalidad de esta variedad, que se cosecha por San Juan y permite elaborarlo en la primera mitad del verano. Durante el resto del año el producto se sigue haciendo, pero con manzanas ácidas.")
Agricultura.gencat.cat.